# Dietrich Aigner
Dietrich Aigner (* 12. April 1930 in Stuttgart; † 29. Mai 1994) war ein deutscher Historiker und Bibliothekar.

## Leben
Von 1958 bis 1963 studierte er Geschichte, Anglistik, Romanistik und Politikwissenschaften an den Universitäten Tübingen und Durham. Er war Stipendiat der Studienstiftung des deutschen Volkes. 1963 folgte die 1. Staatsprüfung für das Lehramt an höheren Schulen. 1967 wurde er in Tübingen bei Josef Engel promoviert.
Aigner machte sich vor allem durch seine Veröffentlichungen zu den deutsch-britischen Beziehungen im Vorfeld des Zweiten Weltkrieges und insbesondere durch seine umstrittene Churchill-Biografie „Ruhm und Legende“ einen Namen.
Im Jahre 1966 trat er als Bibliotheksreferendar an der Universitätsbibliothek Tübingen in die Ausbildung für den höheren Bibliotheksdienst ein und legte 1968 die Fachprüfung am Bibliothekar-Lehrinstitut des Landes Nordrhein-Westfalen ab. Seit 1968 war er an der Universitätsbibliothek Mannheim tätig, seit 1981 als Bibliotheksdirektor.

## Schriften (Auswahl)
- Das Ringen um England. Das deutsch-britische Verhältnis, die öffentliche Meinung 1933–1939. Tragödie zweier Völker, 2 Bde., München: Bechtle, 1969.
- Die Indizierung „schädlichen und unerwünschten Schrifttums“ im Dritten Reich. In: Archiv für Geschichte des Buchwesens 11, 1971, S. 933–1034.
- Winston Churchill. Ruhm und Legende (= Persönlichkeit und Geschichte, Bd. 84/85), Göttingen: Muster-Schmidt 1975, ISBN 3-7881-0084-2.
- Hitler und die Weltherrschaft. In: Wolfgang Michalka (Hrsg.): Nationalsozialistische Außenpolitik (= Wege der Forschung, Bd. 297), Darmstadt: Wissenschaftliche Buchgesellschaft, 1978, S. 49–69, ISBN 978-3-534-07245-3.
- „For the Defence of Freedom and Peace“. Eine politische Neugruppierung in England 1936 im Lichte bisher unveröffentlichter deutscher Botschaftsberichte. In: Heinrich Bodensiek (Hrsg.): Preußen, Deutschland und der Westen. Auseinandersetzungen und Beziehungen seit 1789. Zum 70. Geburtstag von Prof. Dr. Oswald Hauser, Göttingen: Muster-Schmidt, 1980, S. 203–221, ISBN 3-7881-1731-1.